# Richard Avenarius
Richard Heinrich Ludwig Avenarius (Paris, 19 de Novembro de 1843 — Zurique, 18 de Agosto de 1896) foi um filósofo alemão.
Estudou na Universidade de Leipzig, onde passou a lecionar filosofia. Em seguida foi indicado para lecionar na Universidade de Zurique, onde permaneceu até sua morte.
Avenarius foi o fundador do criticismo empírico, teoria segundo a qual a tarefa do filósofo é desenvolver um conceito natural do mundo baseado na experiência pura. Para conseguir isso, seria necessário restringir o pensamento aos dados fornecidos exclusivamente pela percepção, eliminando o ato de conhecimento de qualquer fator metafísico. O que leva ao metafísico é a introjeção, atribuição ao externo de representações internas. Para evitar essa determinação do real, seria necessário situar-se em um campo anterior a essa projeção, ou seja, no terreno da experiência pura.
O filósofo chegou a solução deste problema através de uma análise crítica da experiência e de um enfoque biológico do conhecimento humano. Segundo esse ponto de vista biológico, todo processo de conhecimento é uma função vital e somente assim pode ser entendido.
Avenarius interessou-se pela relação de dependência entre os indivíduos e seu meio-ambiente, descrevendo-a através de uma teoria original.
Entre suas obras, destacam-se:
- Filosofia com o pensamento do mundo de acordo com o princípio da menor quantidade de energia,  (1876);
- Crítica da experiência pura (Kritik der reinen Erfahrung), (1890).